# 云南小狭口蛙
云南小狭口蛙（学名：Calluella yunnanensis）为姬蛙科的两栖动物。舊屬小狭口蛙属（Calluella），今被劃歸Glyphoglossus屬。分布于越南和中国四川、贵州、云南等地，也可能出现于老挝和缅甸。多见于山区水域附近。其生存的海拔范围为1700至2000米。该物种的模式产地在云南昆明。
其种加词 yunnanensis 意为“云南的”。